# جيم بارك (لاعب كرة قدم أسترالية)
جيم بارك (بالإنجليزية: Jim Park)‏ هو لاعب كرة قدم أسترالية أسترالي، ولد في 14 فبراير 1910 في بنديجو في أستراليا، وتوفي في 9 فبراير 1943 في واو ‏ في بابوا غينيا الجديدة.

## وصلات خارجية
- جيم بارك على موقع AustralianFootball.com (الإنجليزية)
- جيم بارك على موقع AFLtables.com (الإنجليزية)